# Circuit de Constantine
Il Circuit de Constantine (it. Circuito di Costantina), ufficialmente Circuit International de Constantine, è una corsa in linea maschile di ciclismo su strada che si svolge nella città di Costantina, in Algeria, ogni anno a marzo all'indomani del Tour de Constantine. Nata nel 2015, è subito entrata a far parte dell'UCI Africa Tour come prova di classe 1.2.

## Albo d'oro
Aggiornato all'edizione 2016.
| Anno | Vincitore      | Secondo               | Terzo                   |
| ---- | -------------- | --------------------- | ----------------------- |
| 2015 | Azzedine Lagab | Abderrahmane Mansouri | Abderrahmane Bechlaghem |
| 2016 | Joseph Areruya | Essaïd Abelouache     | Abderrahmane Mansouri   |